# Faro Morro Nuevo
El Faro Morro Nuevo es un faro no habitado de la Armada Argentina que se encuentra en la ubicación 42°52′00″S 64°09′00″O / -42.86667, -64.15000 en el extremo sur de la península Valdés, Departamento Biedma, Provincia del Chubut,   
Patagonia Argentina. Su construcción se llevó a cabo con el fin de brindar una mejor señalización para el ingreso a golfo Nuevo, especialmente en horas nocturnas.
El faro fue librado al servicio el día 8 de junio de 1918. Se trata de una torre troncopiramidal de hierro, con franjas horizontales rojas y blancas y cuya altura es de 12 metros. En un principio estaba alimentado con gas acetileno, con un alcance óptico de 11 millas. El 18 de octubre de 1982 se le instaló una fuente de energía con aerogenerador incrementándose el alcance luminoso hasta 18,8 millas. Por fallas en el funcionamiento del equipo, el 28 de febrero de 1984 se instalaron paneles solares y baterías fotovoltaicas que originan su alcance actual, de 12,7 millas náuticas.